# Lennart Torstensson

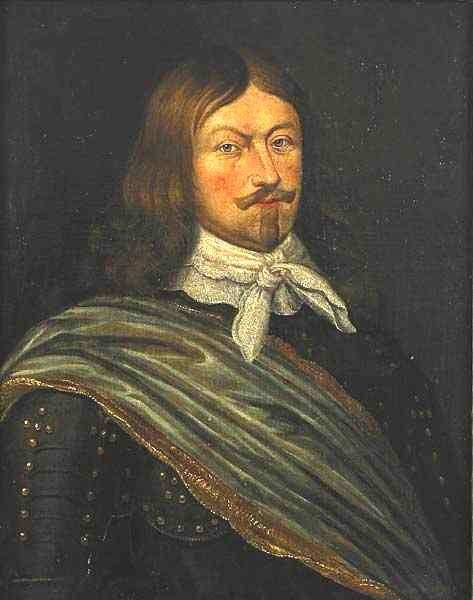
Lennart Torstensson, Porträt von David Beck.
Torstenssons Unterschrift:

Lennart Torstensson, Graf von Ortala (ab 1647) (* 17. August 1603 auf Gut Forstena, Gemeinde Vänersborg; † 7. April 1651 in Stockholm) war ein schwedischer Feldherr und später Generalgouverneur von Västergötland, Dalsland, Värmland und Halland. Er reformierte den Einsatz der Artillerie, indem er sie in einem bis dahin nicht gekannten Ausmaß als Feldartillerie mobil machte. Torstensson erzielte wichtige Siege im Dreißigjährigen Krieg und im Krieg Schwedens gegen Dänemark (1643–45), der nach ihm Torstenssonkrieg genannt wird. Die Zeit seines Oberkommandos markiert eines der erfolgreichsten Kapitel in der Militärgeschichte des schwedischen Heeres.

## Leben

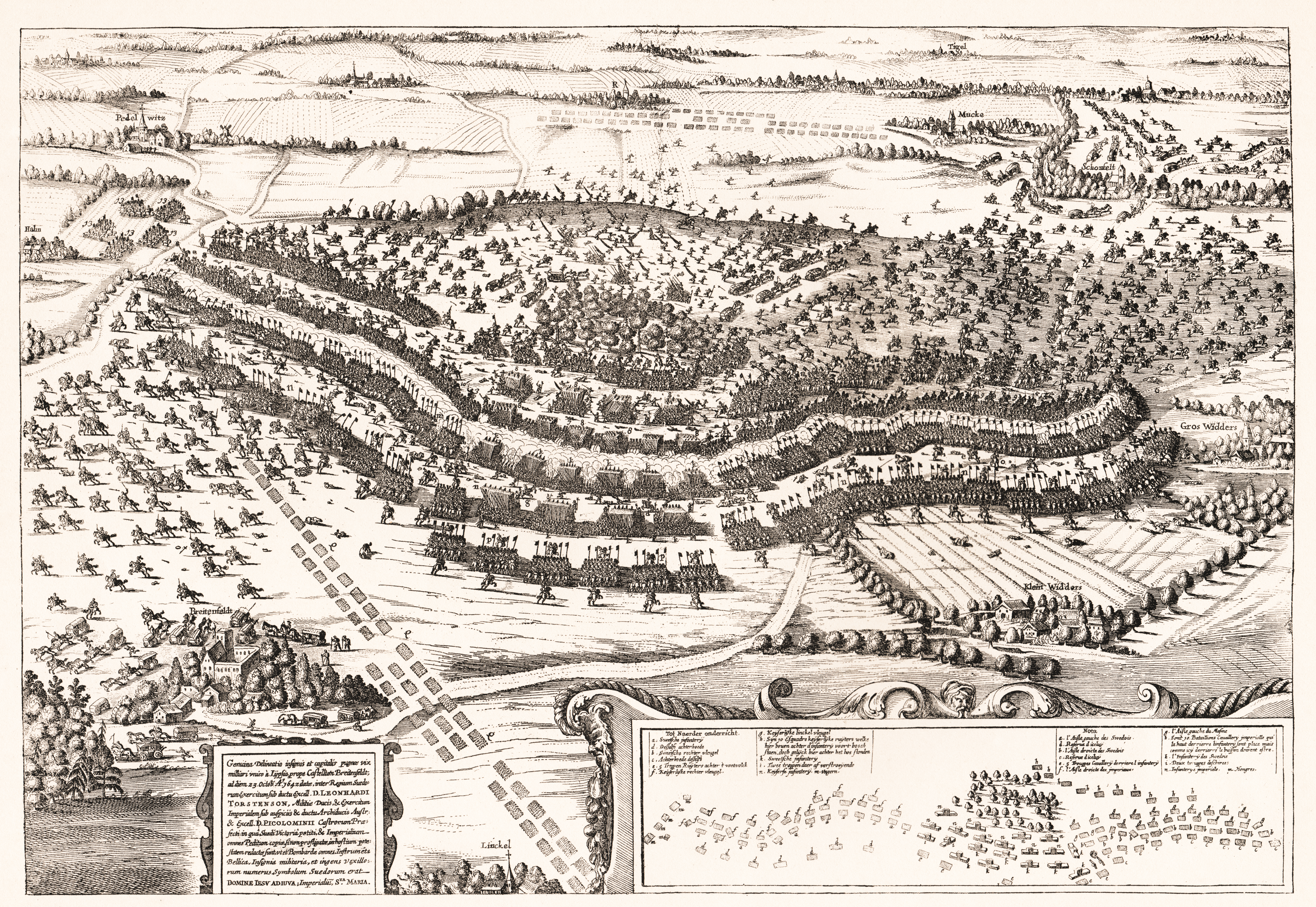
Zeitgenössische Darstellung der Zweiten Schlacht bei Breitenfeld 1642

Lennart Torstensson (er selbst schrieb sich Linnardt Torstenson) war der Sohn des Kommandanten der Festung Älvsborg, Torsten Lennartsson. Er wurde im Alter von 15 Jahren Page König Gustav II. Adolfs von Schweden. 1621 nahm er an der Eroberung Rigas teil und wurde 1624 zum Fähnrich und 1626 zum Kapitän befördert. Später diente er in den Preußischen Feldzügen des Königs 1628 und 1629. 1628 zum Oberstleutnant ernannt, übernahm er bereits ein Jahr später das Kommando über die schwedische Artillerie, die unter seiner Führung (seit 1630 im Rang eines Obersten) wesentlich zu den Siegen bei Breitenfeld (1631) und in der Schlacht bei Rain am Lech (1632) beitrug, und stieg dafür 1632 zum General auf. Im selben Jahr geriet er bei der Schlacht an der Alten Veste in Gefangenschaft und saß fast ein Jahr lang in der Festung Ingolstadt in Haft, bis er im März 1633 mit schweren gesundheitlichen Schäden gegen Otto Friedrich Graf von Harrach, den Schwager Wallensteins ausgetauscht wurde. Im Dezember 1634 wurde er zum schwedischen Reichszeugmeister ernannt.
Unter Banér leistete er in der Schlacht bei Wittstock (1636) und während der Verteidigung Pommerns 1637–38 bedeutende Dienste, ebenso in der Schlacht bei Chemnitz (1639) und dem Einfall in Böhmen 1639. Eine Krankheit zwang ihn 1641 zur kurzzeitigen Rückkehr nach Schweden, wo er zum Reichsrat ernannt wurde. Nach dem überraschenden Tod Banérs im Mai 1641 wurde Torstensson zum Schwedischen Reichsrat und zum Generalgouverneur von Schwedisch-Pommern ernannt. Nach Ernennung zum Feldmarschall und zum Generalissimus der schwedischen Truppen kehrte er nach Deutschland zurück und begann Anfang des Jahres 1642 zur Überraschung seiner Gegner sogleich einen neuen Feldzug Richtung Schlesien.
Das schwedische Heer unter Torstensson marschierte durch Brandenburg, eroberte Glogau und schlug bei Schweidnitz ein neu aufgestelltes kaiserlich-sächsisches Heer unter Franz Albrecht von Sachsen-Lauenburg, das den belagerten Platz entsetzen wollte. Nach dem Sieg marschierte das schwedische Heer weiter nach Mähren und eroberte die wichtige Festung Olmütz. Beim Rückmarsch durch Sachsen kam es am 23. Oktober 1642 zum Zusammentreffen mit der kaiserlichen Armee unter Erzherzog Leopold, die durch sächsische Truppen verstärkt worden war. In dieser zweiten Schlacht bei Breitenfeld erlitten die kaiserlich-sächsischen Truppen schwerste Verluste an Toten und Gefangenen. Außerdem gingen die ganze Bagage, die Kriegskasse und die Artillerie verloren.
1643 drang Torstensson erneut in Mähren ein, wurde aber zum Jahresende überraschend nach Norden zurückbeordert, um im Dezember über Holstein in Dänemark einzufallen. Diese rasche und unerwartete Intervention im sog. Torstenssonkrieg lähmte die dänische Verteidigung zu Lande, obwohl die Stellung von Torstensson in Jütland durch die geschickte Führung der dänischen Flotte durch Christian IV. kurzzeitig sehr gefährdet war. Außerdem war dem nach Dänemark abziehendem schwedischen Heer ein kaiserliches Heer unter Matthias Gallas gefolgt, das Dänemark im Kampf gegen Schweden unterstützen sollte und im August 1644 Kiel erreicht hatte. Um diesem Heer zu entkommen und gleichzeitig die Initiative zurückzugewinnen, plante Torstensson ein raffiniertes Manöver zum schnellen Rückmarsch des schwedischen Heeres nach Süden in die von kaiserlichen Truppen weitgehend entblößten Gebiete in Mitteldeutschland. Das schwedische Heer umging in Holstein unbemerkt das gegnerische kaiserliche Heer auf einer geheimen Route (Stapelholmer Weg) und gewann dadurch auf dem Weg nach Süden einen Vorsprung.

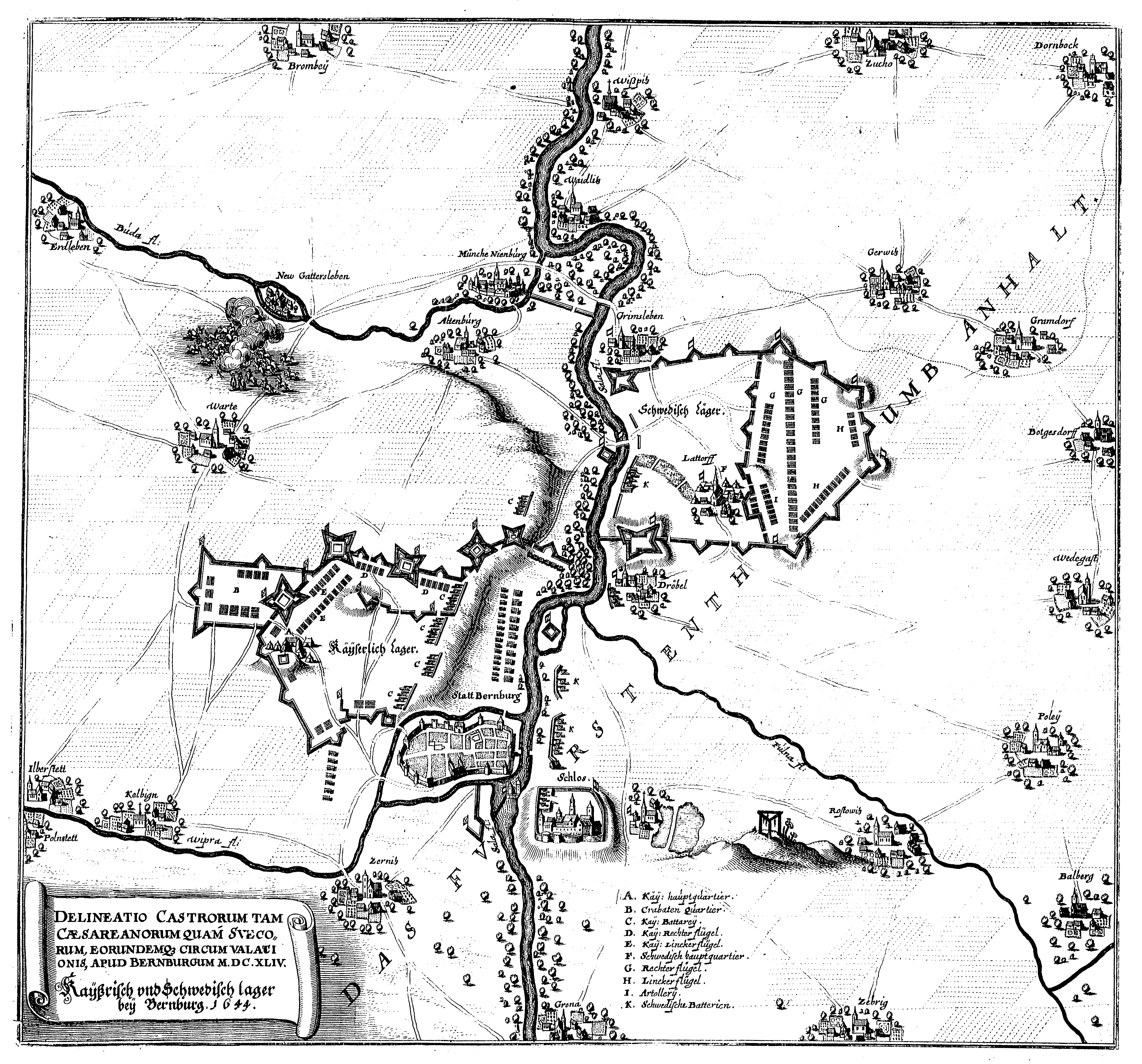
Die Stellungen der Schweden und Kaiserlichen 1644 bei Bernburg, dargestellt im Theatrum Europaeum

Nach dem plötzlichen Abzug der Schweden waren Gallas und sein Heer gezwungen, diesen zum Schutz der von kaiserlichen Truppen entblößten Gebiete in Mitteldeutschland elbaufwärts zu folgen. Gallas überholte Torstensson wieder und bezog ein Lager bei Bernburg, um schwedische Angriffe auf Sachsen oder Franken decken zu können. Torstensson schloss ihn dort aber ein und blockierte die Nachschubwege für die kaiserliche Armee über Land und entlang der Elbe. Weniger durch die vielen kleinen Gefechte in der Umgebung von Aschersleben und Bernburg als durch die schlechte Versorgungslage schmolz das kaiserliche Heer durch Hunger, Krankheit und Desertation zusammen. Als Gallas einen Ausbruch aus Bernburg nach Magdeburg befahl und die Kavallerie von dort weiter nach Böhmen schickte, konnte Torstensson diese in der Schlacht bei Jüterbog in Brandenburg am 3. Dezember aufreiben. Nachdem Gallas’ Armee als Bedrohung ausgeschaltet war, rückte Torstensson weiter nach Süden vor. Dadurch gelang es dem kaiserlichen Infanteriekommandanten Hunolstein, mit den letzten 1.400 kampffähigen Soldaten aus Magdeburg zu entkommen. Von der kaiserlichen Armee mit anfangs 14.000 Mann kehrten aber nur etwa 3.000 Mann nach Böhmen zurück, wo Kaiser Ferdinand III. aus allen Richtungen Truppen zusammenzog, um Torstenssons Vormarsch zu stoppen.
Anfang 1645 brach Torstensson mit seiner Armee in Böhmen ein und erzielte einen glänzenden Sieg in der Schlacht bei Jankau (6. März 1645). Es gelang ihm, die verbündeten kaiserlichen und bayrischen Truppen in taktisch geschickt geführten Einzelgefechten vernichtend zu schlagen. Von den kaiserlichen Befehlshabern kam Johann von Götzen ums Leben, während Melchior von Hatzfeldt gefangen genommen wurde. Nach diesem Sieg war für das schwedische Heer der Weg nach Wien frei, wohin Kaiser Ferdinand aus Prag geflüchtet war. Torstenssons Absicht war es, sich dort mit den aufständischen ungarischen Truppen von Georg I. Rákóczi zu vereinen, die bereits Pressburg bedrohten. Beim Zug auf die kaiserliche Residenzstadt zog Torstensson eine Spur der Verwüstung durch Niederösterreich; so wurden z. B. die Burg Staatz und der Markt Gaunersdorf gebrandschatzt und völlig zerstört. Anfang April stand er vor der Donaubrücke Wiens, jedoch war seine erschöpfte Armee nicht mehr in der Lage, weiter vorzurücken, und konnte von Erzherzog Leopold Wilhelm in der Brigittenau aufgehalten werden.
Torstensson wandte sich daraufhin Brünn zu, um die mährische Festung in seinem Rücken zur Übergabe zu bringen. Anfang Mai schloss er die Stadt mit der darüber gelegenen Festung Spielberg ein und vereinigte sich im Juni mit den Ungarn unter Rákóczi. Brünn verteidigte sich aber unter dem kaiserlichen Kommandanten Jean-Louis Raduit de Souches so hartnäckig, dass Schweden und Ungarn nach schweren Verlusten Ende August abzogen und die Belagerung aufgaben. Torstensson, verkrüppelt durch die Gicht, war gezwungen, sein Kommando niederzulegen und im Dezember nach Schweden zurückzukehren. Vorher verhandelte er jedoch noch bis zum 27. Augustjul. / 6. September 1645greg. den Waffenstillstand von Kötzschenbroda, mit dem die Sachsen aus dem Dreißigjährigen Krieg ausschieden.
Im Jahr 1647 wurde er zum Grafen erhoben. Von 1648 bis 1651 verwaltete er als Generalgouverneur die westlichen Provinzen Schwedens. Nach seinem Tod wurde er in der Riddarholmskyrkan, dem schwedischen Pantheon, beigesetzt.

## Bedeutung
Torstenssons Kriegsführung war so erfolgreich wegen der Unberechenbarkeit und außerordentlichen Schnelligkeit seiner Truppenbewegungen, obwohl er wegen seiner Gicht häufig nicht einmal in der Lage war, ein Pferd zu besteigen und die Schlacht von einer Trage aus leiten musste. Er gilt als ein Heerführer, der den Einsatz der Artillerie auf eine neue wissenschaftliche Grundlage stellte und dadurch sehr effektiv machte. Dazu gehörte auch der Transport der Artillerie: Er galt als einer der besten und erfolgreichsten Pioniere der schwedischen Armee, dem es sogar gelang, beim Anmarsch des Heeres zur Schlacht bei Jankau 60 Geschütze, deren Einsatz dann die Schlacht entschied, mit Hilfe von Schlitten über das Erzgebirge zu transportieren.

## Rezeption
Während seiner Zeit als schwedischer Oberbefehlshaber in Deutschland von Ende 1641 bis Ende 1645 war Torstensson die Referenzfigur der proschwedischen Publizistik im Heiligen Römischen Reich und wurde in einer Reihe von Flugblättern ähnlich wie Gustav Adolf in Szene gesetzt. Torstensson wurde trotz seiner Krankheit wie zuvor Gustav Adolf und Johan Banér hoch zu Roß mit Feldherrnstab dargestellt und in deren Nachfolge als der „Dritte Held auß Norden“ bezeichnet. Ein anderes Flugblatt sprach von ihm „alß ein andrer Fönix“, der aus Gustav Adolfs Asche gestiegen sei, um diesen im Kampf gegen den Kaiser zu rächen. Der General behielt diese Rolle in Publizistik und Kriegspropaganda auch nach dem Regierungsantritt der jungen Königin Christina im Jahr 1644 bei. Nach Torstenssons Rückkehr nach Schweden wurde keiner seiner Nachfolger im Oberbefehl mehr medial als Führungsfigur des schwedischen oder protestantischen Lagers stilisiert, weil sich der Fokus auf einen möglichst baldigen Abschluss der Westfälischen Friedensverhandlungen richtete.
Otfried Preußler verwendet Torstensson in abgewandelter Schreibweise und mit anderem Vornamen als „General Torsten Torstenson“ in seinem Kinderbuchklassiker Das kleine Gespenst. Dieses fühlt sich durch die schwedischen Kanonen in seiner Ruhe gestört und vertreibt die Schweden, indem es den General nachts in seinem Zelt besucht und so erschreckt, dass er verspricht, abzuziehen und nie wiederzukommen.
Im Leipziger Stadtteil Breitenfeld wurde die Straße „Torstensonring“ nach ihm benannt. „Torsten(s)sonstraßen“ gibt es in Hannover und Nürnberg. Im Freiberger Stadtviertel Freibergsdorf gibt es eine Torstensson-Linde.

## Nachkommen
Aus seiner Ehe mit Beata Johansdotter De la Gardie (1612–1680), einer Tochter von Johan De la Gardie, hatte er den Sohn Anders Torstenson (1641–1686), der von 1674 bis 1681 Generalgouverneur von Estland war. 1727 starb die Familie in der männlichen Stammlinie aus.